# Karl Schmitt (Theologe)
Karl Schmitt (* 31. August 1903 in Gau-Bickelheim; † 30. August 1964 in Mittenwald) war ein deutscher römisch-katholischer Theologe und Professor für Praktische Theologie.

## Leben
Michael von Faulhaber weihte ihn am 6. Juli 1932 in München zum Priester. Er studierte an der Universität Münster. Nach der Promotion am 20. März 1940 in Münster mit der Dissertation: „Die Gotteslehre des Compendium theologicae veritatis des Hugo Ripelin von Straßburg. Eine deutsche theologische Terminologie des 14. Jahrhunderts“ war er von 1946 bis 1959 ordentlicher Professor der Universität Mainz. Er gründete
1949 die K.D.St.V. Rhenania-Moguntia mit.